# Fissore Scout
Der Fissore Scout ist ein offenes Freizeitauto des ehemaligen italienischen Karosserieherstellers Fissore, das von 1971 bis 1982 produziert wurde. Der Scout lehnte sich konzeptionell an den Citroën Méhari an, basiert aber auf dem Fiat 127, und wurde – anders als der Méhari – in den meisten Baujahren mit einer Stahlkarosserie ausgeliefert. Auf einigen Märkten wurde der Wagen unter der Marke Fiat als Fiat 127 Scout verkauft. Lokale Lizenzproduktionen in Spanien und Griechenland hießen Seat 127 Samba bzw. Ellados Amico 127.

## Entstehungsgeschichte
Der Fissore Scout geht auf einen Entwurf des Fissore-Designers Franco Maina zurück. Das Auto war vom französischen Citroën Méhari inspiriert, der seinerseits an die Tradition italienischer Strandwagen (Spiaggine) wie Fiat 600 Jolly und Michelotti Shellette anknüpfte. Der Scout zielte in Italien auf die gleiche Nische wie der Midimaxi des kleinen Turiner Automobilherstellers Moretti, der 1971 auf den Markt gekommen war. 
 Maina stellte einen Prototyp seines Entwurfs im Herbst 1971 auf dem Turiner Autosalon unter der Bezeichnung Gypsy vor. Die Idee, das Auto selbst herzustellen und zu vermarkten, konnte Maina mangels Kapazitäten nicht umsetzen, sodass Fissore das Projekt übernahm. Ende 1971 begann die Serienproduktion; das Auto war unter der Bezeichnung Fissore Scout erhältlich. Der Wagen blieb bis Ende 1982 im Programm. Er wurde in mehreren europäischen Ländern zeitweise in Lizenz produziert.
Der Scout war ein wirtschaftlicher Erfolg und für Fissore ein wichtiges Modell. Die eigene Scout-Produktion und die Lizenzeinnahmen sicherten Fissores wirtschaftliches Überleben in den 1970er-Jahren, nachdem das Unternehmen 1976 den Schweizer Automobilhersteller Monteverdi als Auftraggeber verloren hatte.

## Modellbeschreibung

### Fahrwerk
Der Fissore Scout basiert auf der technisch unveränderten Bodengruppe des Kleinwagens Fiat 127. Er hat Frontantrieb sowie vorn und hinten Einzelradaufhängung. Die Vorderräder sind an Querlenkern mit Federbeinen und Stabilisator. Hinten sind es ebenfalls Querlenker mit Federbeinen. Hinzu kommt eine Querblattfeder, die als Stabilisator bei ungleichem Einfedern der Räder wirkt.

### Motor und Kraftübertragung
Die Antriebstechnik wurde unverändert von Fiat übernommen. Der Scout hat einen vorn quer eingebauten Reihenvierzylindermotor, der die Vorderräder antreibt. Anfänglich war lediglich der 903 cm³ große Vierzylinder erhältlich, dessen Leistung je nach Markt mit 45 oder 47 PS angegeben wurde. Ab 1978 gab es alternativ eine 1049 cm³ große Motorvariante mit 50 PS.

### Karosserie

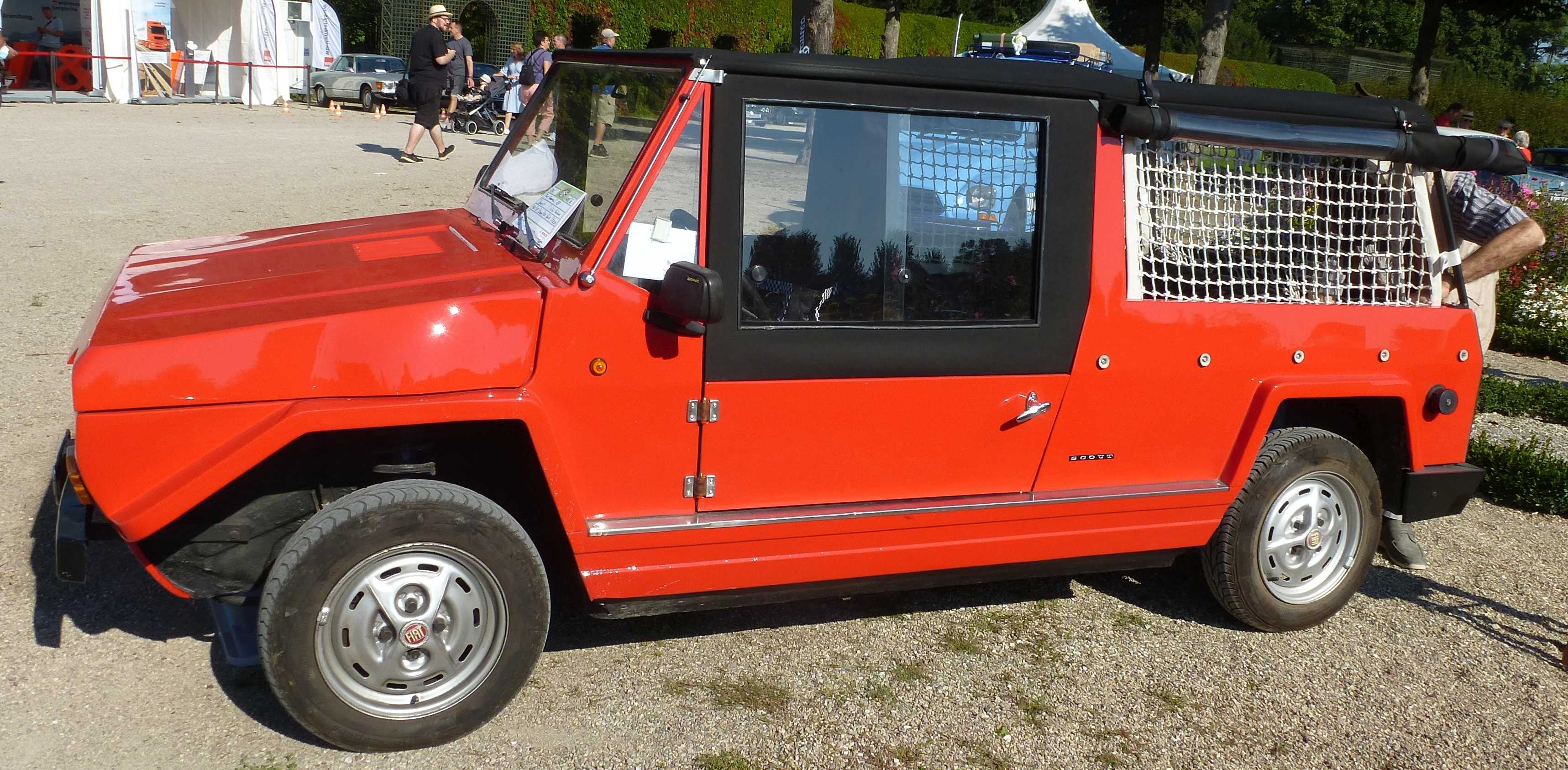
Fissore Scout

Die Karosserie der ersten Scout-Modelle bestand aus Kunststoff; die Komponenten waren an einem Metallgerüst befestigt. 1974 stellte Fissore auf eine Stahlkarosserie um, die bis zur Einstellung des Modells beibehalten wurde. Die Bleche wurden bei Fissore selbst gepresst.
Der Scout ist ein offener Viersitzer mit zwei vorderen Einzelsitzen und einer hinteren Rückbank. Die Motorhaube des von Pio Manzù gestalteten Serienmodells wurde für den Scout übernommen; gleiches gilt für Scheinwerfer und Blinker. Das Facelift des Fiat 127 zum Modelljahr 1977 übertrug Fissore mit geringer zeitlicher Verzögerung auf die Frontpartie des Scout. Die Radausschnitte verlaufen in eckigen Formen. Die Windschutzscheibe ist flach und anders als beim Citroën Méhari nicht herunterklappbar. Die Türen sind tief ausgeschnitten. Hinter den Vordersitzen ist ein Überrollbügel installiert. Die hinteren Sitze lassen sich herunterklappen; als Zweitsitzer hat der Scout eine mehr als 100 cm lange Ladefläche. Der Scout hat kein festes Dach. Fissore bot ein Planenverdeck an, das die hinteren Seitenteile abdeckt. Für die Türen gab es Steckscheiben. Zeitweise war auch ein Hardtop erhältlich.

## Produktion

### Fissore
Die meisten Scouts wurden bei Fissore in Savigliano gebaut. Einer Quelle zufolge betrug die Produktion in den Jahren 1977 und 1978 etwa 18 Autos pro Tag.

### Lizenzproduktionen
Ab 1975 baute Autokinitoviomihania Ellados in Athen eine Lizenzversion des Fissore Scout, die zunächst als Scout 127 und später als Amico 127 verkauft wurde. Insgesamt entstanden über 6000 Autos des griechischen Scout-Ablegers.
Der spanische Karosseriehersteller Emelba baute ebenfalls eine Lizenzversion des Scout. Sie basierte auf dem Seat 127 und wurde als Seat 127 Samba vermarktet. Insgesamt entstanden in Arbúcies 1800 Samba.
Einigen Quellen zufolge gab es auch beim deutschen Hersteller Fiberfab zeitweise eine Lizenzproduktion des Scout. Allerdings brachte Fiberfab 1975 mit dem Sherpa ein eigenes Strandauto heraus, das sich am Citroën Méhari orientierte und die technische Basis des Citroën 2 CV nutzte. Damit trat Fiberfab in Konkurrenz zum Scout.